# Liste der Naturdenkmale in Oberaula
Die Liste der Naturdenkmale in Oberaula nennt die im Gebiet der Gemeinde Oberaula im Schwalm-Eder-Kreis in Hessen gelegenen Naturdenkmale.
| Bild | Bezeichnung               | Ortsteil, Lage                         | Beschreibung                                         | Art   | Nr.     |
| ---- | ------------------------- | -------------------------------------- | ---------------------------------------------------- | ----- | ------- |
| BW   | 2 Eichen                  | Hausen 50° 50′ 49″ N, 9° 27′ 41″ O     | Am Birket, v. Dörnbergischer Friedhof (Erbbegräbnis) | Eiche | 634.800 |
| BW   | Doppelreihige Lindenallee | Hausen 50° 50′ 39,3″ N, 9° 27′ 41,4″ O | Verbindungsallee                                     | Linde | 634.802 |

## Belege
1. ↑  Anlage: Tabelle 3 - Naturdenkmale im Schwalm-Eder-Kreis. (PDF; 7,45 MB) der 2. Verordnung zur Änderung der Verordnung zum Schutze der Naturdenkmale im Schwalm-Eder-Kreis vom 28. 04. 1986, zuletzt geändert durch Verordnung vom 8. Mai 2007. Der Kreisausschuss des Schwalm-Eder-Kreises, 17. Dezember 2008, S. 30, abgerufen am 7. Februar 2017.

- Karte mit allen Koordinaten:
- OSM |
- WikiMap